# Ibatia mollis
Ibatia mollis är en oleanderväxtart som beskrevs av August Heinrich Rudolf Grisebach. Ibatia mollis ingår i släktet Ibatia och familjen oleanderväxter. Inga underarter finns listade i Catalogue of Life.